# ليمبوبو
ليمبوبو هي إحدى محافظات جنوب أفريقيا، حيث تم تشكيلها في عام 1994م وتنقسم إلى 24 بلدية.

## أعلام
- جيفت موتوبا
- بيني بيني